# Canton de l'Isle-Jourdain (Gers)
Pour les articles homonymes, voir Canton de l'Isle-Jourdain.
Le canton de l'Isle-Jourdain est une circonscription électorale française située dans le département du Gers et la région Occitanie.

## Histoire
Un nouveau découpage territorial du Gers entre en vigueur à l'occasion des élections départementales de 2015. Il est défini par le décret du 26 février 2014, en application des lois du 17 mai 2013 (loi organique 2013-402 et loi 2013-403). Les conseillers départementaux sont, à compter de ces élections, élus au scrutin majoritaire binominal mixte. Les électeurs de chaque canton élisent au Conseil départemental, nouvelle appellation du Conseil général, deux membres de sexe différent, qui se présentent en binôme de candidats. Les conseillers départementaux sont élus pour 6 ans au scrutin binominal majoritaire à deux tours, l'accès au second tour nécessitant 12,5 % des inscrits au 1er tour. En outre la totalité des conseillers départementaux est renouvelée. Ce nouveau mode de scrutin nécessite un redécoupage des cantons dont le nombre est divisé par deux avec arrondi à l'unité impaire supérieure si ce nombre n'est pas entier impair, assorti de conditions de seuils minimaux. Dans le Gers, le nombre de cantons passe ainsi de 31 à 17. Le nombre de communes du canton passe de 14 à 10.

## Géographie
Ce canton est organisé autour de L'Isle-Jourdain dans l'arrondissement d'Auch. Son altitude varie de 134 m (Ségoufielle) à 311 m (Auradé) pour une altitude moyenne de 193 m.

## Représentation

### Conseillers généraux de 1833 à 2015
| Période | Période      | Identité                                           | Étiquette                           | Qualité |
| ------- | ------------ | -------------------------------------------------- | ----------------------------------- | --- |
| 1833    | 1852         | Vicomte Dominique de Brunet de Castelpers de Panat | Droite Monarchiste Parti de l'ordre | Auditeur au Conseil d'État, ambassadeur Propriétaire, maire de L'Isle-Jourdain (1848-1850) Représentant du peuple, ancien Préfet (1827-1830, 1839-1846, 1848-1851) Président du Conseil général (1849-1852) |
| 1852    | 1870         | Samuel Lamothe                                     |                                     | Ancien notaire, maire de L'Isle-Jourdain, ancien conseiller d'arrondissement |
| 1870    | 1886         | Paul Cavaré                                        | Républicain                         | Propriétaire à L'Isle-Jourdain |
| 1886    | 1898         | Émile Thoulouse                                    | Républicain                         | Avocat à Toulouse Maire de L'Isle-Jourdain (1892-1900) Président du Conseil Général |
| 1898    | 1910         | André Delieux                                      | Rad.                                | Propriétaire agricole Maire de Monferran-Savès Député (1898-1902) |
| 1910    | 1919         | Émile Thoulouse                                    | Rad.                                | Avocat à Toulouse Maire de L'Isle-Jourdain (1908-1919) Député (1893-1898) |
| 1919    | 1922         | André Delieux                                      | Rad.                                | Propriétaire agricole Maire de Monferran-Savès Ancien député (1898-1902) |
| 1922    | 1928         | Jean Olives                                        | Rad.                                | Agriculteur à Frégouville Conseiller d'arrondissement depuis 1913 |
| 1928    | 1934         | Joseph Barthélemy (1874-1945)                      | RG                                  | Professeur à la Faculté de Droit de Paris Maire de L'Isle-Jourdain (1941-1944) Député (1919-1928) |
| 1934    | 1940         | Joseph Délieux (fils d'A.Délieux)                  | Rad.                                | Maire de Monferran-Savès |
|         |              |                                                    |                                     | |
| 1943    | 1945 (décès) | Joseph Barthélemy                                  |                                     | Maire de L'Isle-Jourdain Nommé conseiller départemental en 1943 Ministre du Gouvernement de Vichy |
|         |              |                                                    |                                     | |
| 1945    | 1951         | Joseph Délieux                                     | Rad.                                | Maire de L'Isle-Jourdain (1944-1953) |
| 1951    | 1958         | Henri Matet (1901-1976)                            | Rad.                                | Boulanger Maire de Monferran-Savès |
| 1958    | 1964         | Marius Campistron                                  | DVD puis UNR                        | Vétérinaire Maire de L'Isle-Jourdain (1953-1977) |
| 1964    | 1970         | Henri Matet                                        | Rad.                                | Maire de Monferran-Savès |
| 1970    | 1976         | Marius Campistron                                  | UDR                                 | Maire de L'Isle-Jourdain (1953-1977) |
| 1976    | 2008         | Guy Arqué                                          | PS                                  | Chef d'entreprise Maire de Ségoufielle de 1967 à 1995 |
| 2008    | 2015         | Gérard Paul                                        | PS                                  | Technicien Maire de Lias Président de la Communauté de Communes des Coteaux de Gascogne |

### Conseillers d'arrondissement (de 1833 à 1940)
Le canton de l'Isle-Jourdain avait deux conseillers d'arrondissement.
Il appartenait à l'arrondissement de Lombez jusqu'à sa disparition en 1926.
| Période                                  | Période          | Identité                                | Étiquette                                    | Qualité |
| ---------------------------------------- | ---------------- | --------------------------------------- | -------------------------------------------- | --- |
| 1833                                     | 1839             | M. Dumas                                |                                              | Propriétaire à L'Isle-Jourdain                                                                              |
| 1833                                     | 1839             | Jean Riscle (1774-1841)                 |                                              | Meunier, propriétaire à Monferran                                                                           |
| 1839                                     | 1848             | Samuel Nicolas Barthélemy Clair Lamothe |                                              | Notaire à L'Isle-Jourdain                                                                                   |
| 1839                                     | 1845             | M. de Sambucy                           |                                              | Maire de Giscaro                                                                                            |
| 1845                                     | 1848             | M. Thoulouze                            |                                              | Juge de paix à L'Isle-Jourdain                                                                              |
|                                          |                  |                                         |                                              | |
|                                          | 1882 (décès)     | Cyr Saint-Laurent (1818-1882)           |                                              | Propriétaire à L'Isle-Jourdain, avocat, juge de paix à Lombez                                               |
|                                          |                  |                                         |                                              | |
| 1889                                     | 1893 (démission) | Louis Lacroix                           | Droite                                       | Maire de Castillon-Savès                                                                                    |
| 1889                                     | 1893 (décès)     | Léonce Filhouse                         | Droite                                       | Propriétaire, maire d'Auradé                                                                                |
| av.1901                                  |                  | Jean Ningres                            | Républicain progressiste                     | Maire de L'Isle-Jourdain                                                                                    |
| 1901                                     |                  | François-Jules Barrière                 | Radical                                      | Maire de Marestaing                                                                                         |
|                                          |                  |                                         |                                              | |
| 1919                                     |                  | Maurice Chabanon                        | Bloc National                                | Minotier à L'Isle-Jourdain, Président de la Chambre de commerce et d'industrie du Gers                      |
| 1919                                     | 1940             | M. Doutre                               | Défense agricole et commerciale              | Suppléant du juge de paix à L'Isle-Jourdain                                                                 |
| 1931                                     | 1940             | M. Délieux                              | Défense agricole et commerciale puis Radical | |
| 1940                                     |                  |                                         |                                              | Les conseils d'arrondissement ont été suspendus par la loi du 12 octobre 1940 et n'ont jamais été réactivés |
| Les données manquantes sont à compléter. |                  |                                         |                                              | |

### Conseillers départementaux à partir de 2015
| Période élective | Période élective | Mandat | Mandat   | Identité             | Nuance | Nuance | Qualité |
| ---------------- | ---------------- | ------ | -------- | -------------------- | ------ | ------ | --- |
| 2015             | 2021             | 2015   | 2021     | Christine Ducarrouge |        | LR     | Conseillère municipale de L'Isle-Jourdain jusqu'à 2020 Secrétaire départementale de la fédération LR du Gers |
| 2015             | 2021             | 2015   | 2021     | Francis Larroque     |        | DVD    | Agriculteur, maire d'Auradé                                                                                  |
| 2021             | 2028             | 2021   | en cours | Christine Ducarrouge |        | LR     | Conseillère sortante                                                                                         |
| 2021             | 2028             | 2021   | en cours | Francis Larroque     |        | DVD    | Agriculteur, maire d'Auradé                                                                                  |

### Résultats détaillés

#### Élections de mars 2015
À l'issue du 1er tour des élections départementales de 2015, deux binômes sont en ballottage : Christine Ducarrouge et Francis Larroque (UMP, 39,65 %) et Marie-Christine Clair et Gérard Paul (Union de la Gauche, 39,08 %). Le taux de participation est de 52,89 % (5 209 votants sur 9 849 inscrits) contre 60,11 % au niveau départemental et 50,17 % au niveau national.
Au second tour, Christine Ducarrouge et Francis Larroque (UMP) sont élus avec 51,36 % des suffrages exprimés et un taux de participation de 54,75 % (2 574 voix pour 5 390 votants et 9 844 inscrits).

#### Élections de juin 2021
Le premier tour des élections départementales de 2021 est marqué par un très faible taux de participation (33,26 % au niveau national). Dans le canton de l'Isle-Jourdain (Gers), ce taux de participation est de 36,59 % (4 194 votants sur 11 461 inscrits) contre 44,9 % au niveau départemental. À l'issue de ce premier tour, deux binômes sont en ballottage : Christine Ducarrouge et Francis Larroque (LR, 49,56 %) et Frédéric Paquin et Nathalie Savard (DVG, 27,69 %).
Le second tour des élections est marqué une nouvelle fois par une abstention massive équivalente au premier tour. Les taux de participation sont de 34,36 % au niveau national, 44,59 % dans le département et 38,02 % dans le canton de l'Isle-Jourdain (Gers). Christine Ducarrouge et Francis Larroque (LR) sont élus avec 58,69 % des suffrages exprimés (2 371 voix pour 4 357 votants et 11 461 inscrits),,. 

## Composition

### Composition avant 2015
Avant le redécoupage cantonal de 2014, l'ancien canton de l'Isle-Jourdain regroupait quatorze communes.
| Nom                         | Code Insee | Codepostal | Superficie (km2) | Population (dernière pop. légale) | Densité (hab./km2) |
| --------------------------- | ---------- | ---------- | ---------------- | --------------------------------- | ------------------ |
| L'Isle-Jourdain (chef-lieu) | 32160      | 32600      | 70,48            | 7 679 (2012)                      | 109                |
| Auradé                      | 32016      | 32600      | 21,32            | 651 (2012)                        | 31                 |
| Beaupuy                     | 32038      | 32600      | 6,54             | 195 (2012)                        | 30                 |
| Castillon-Savès             | 32090      | 32490      | 11,96            | 282 (2012)                        | 24                 |
| Clermont-Savès              | 32105      | 32600      | 5,10             | 254 (2012)                        | 50                 |
| Endoufielle                 | 32121      | 32600      | 17,10            | 560 (2012)                        | 33                 |
| Frégouville                 | 32134      | 32490      | 12,32            | 333 (2012)                        | 27                 |
| Giscaro                     | 32148      | 32200      | 5,40             | 85 (2012)                         | 16                 |
| Lias                        | 32210      | 32600      | 10,67            | 519 (2012)                        | 49                 |
| Marestaing                  | 32234      | 32490      | 8,46             | 264 (2012)                        | 31                 |
| Monferran-Savès             | 32268      | 32490      | 24,68            | 741 (2012)                        | 30                 |
| Pujaudran                   | 32334      | 32600      | 17,41            | 1 387 (2012)                      | 80                 |
| Razengues                   | 32339      | 32600      | 4,35             | 204 (2012)                        | 47                 |
| Ségoufielle                 | 32425      | 32600      | 5,24             | 1 032 (2012)                      | 197                |

### Composition depuis 2015
Depuis 2015, le nouveau canton comprend dix communes entières.
| Nom                                     | Code Insee | Intercommunalité              | Superficie (km2) | Population (dernière pop. légale) | Densité (hab./km2) | Modifier                                    |
| --------------------------------------- | ---------- | ----------------------------- | ---------------- | --------------------------------- | ------------------ | ------------------------------------------- |
| L'Isle-Jourdain (bureau centralisateur) | 32160      | CC de la Gascogne Toulousaine | 70,48            | 9 499 (2022)                      | 135                | modifier les données · modifier les données |
| Auradé                                  | 32016      | CC de la Gascogne Toulousaine | 21,32            | 676 (2022)                        | 32                 | modifier les données · modifier les données |
| Clermont-Savès                          | 32105      | CC de la Gascogne Toulousaine | 5,10             | 402 (2022)                        | 79                 | modifier les données · modifier les données |
| Endoufielle                             | 32121      | CC de la Gascogne Toulousaine | 17,10            | 516 (2022)                        | 30                 | modifier les données · modifier les données |
| Frégouville                             | 32134      | CC de la Gascogne Toulousaine | 12,32            | 359 (2022)                        | 29                 | modifier les données · modifier les données |
| Lias                                    | 32210      | CC de la Gascogne Toulousaine | 10,67            | 778 (2022)                        | 73                 | modifier les données · modifier les données |
| Marestaing                              | 32234      | CC de la Gascogne Toulousaine | 8,46             | 349 (2022)                        | 41                 | modifier les données · modifier les données |
| Monferran-Savès                         | 32268      | CC de la Gascogne Toulousaine | 24,68            | 802 (2022)                        | 32                 | modifier les données · modifier les données |
| Pujaudran                               | 32334      | CC de la Gascogne Toulousaine | 17,41            | 1 708 (2022)                      | 98                 | modifier les données · modifier les données |
| Ségoufielle                             | 32425      | CC de la Gascogne Toulousaine | 5,24             | 1 174 (2022)                      | 224                | modifier les données · modifier les données |
| Canton de l'Isle-Jourdain               | 3213       |                               | 192,78           | 16 263 (2022)                     | 84                 | modifier les données                        |

## Démographie

### Démographie avant 2015
| 1962  | 1968  | 1975  | 1982  | 1990  | 1999  | 2006   | 2011   | 2012   |
| ----- | ----- | ----- | ----- | ----- | ----- | ------ | ------ | ------ |
| 6 888 | 7 001 | 7 123 | 7 695 | 8 809 | 9 951 | 12 073 | 13 782 | 14 186 |

### Démographie depuis 2015
En 2022, le canton comptait 16 263 habitants, en évolution de +9,29 % par rapport à 2016 (Gers : +1,04 %, France hors Mayotte : +2,11 %).
| 2013   | 2018   | 2022   |
| ------ | ------ | ------ |
| 13 828 | 15 374 | 16 263 |